# Aphyosemion
Aphyosemion är ett släkte bland de äggläggande tandkarparna som förekommer i Afrika. Många av dessa fiskar är populära akvariefiskar, och ges då samman med andra äggläggande tandkarpar ofta samlingsnamnet "killifiskar" eller "killis".

## Utseende
De har alla en slank kroppstyp, med cylindrisk form. Längden hos vuxna exemplar överstiger sällan 5–6 cm, men ett fåtal arter kan nå 12 cm. Som hos flertalet äggläggande tandkarpar är hanarna mycket färgglada, och det är hanarnas färgstarka fenor som givit upphov till släktnamnet. Det är sammansatt av de båda grekiska orden aphye ("liten fisk" eller "sardin") och semeion ("flagga" eller "vimpel"). Honorna är ofta någon centimeter mindre än hanarna, och oansenligt tecknade i ljust bruna eller grå nyanser. De har heller inte hanarnas vanligen ganska långt utdragna fenor.

## Utbredningsområde
Arter av Aphyosemion återfinns i Väst- och Centralafrika, från Elfenbenskusten till norra och centrala Kongofloden. I öst bildar Östafrikanska gravsänkesystemet gräns för utbredningsområdet.

## Arter
Tidigare omfattade släktet fler än 250 arter, men efter en omfattande revidering av taxonomin har ett stort antal arter slagits samman under samma taxon, eller införts i något av släktena Archiaphyosemion, Callopanchax, Epiplatys, Fundulopanchax, Nimbapanchax, Nothobranchius, Pronothobranchius och Scriptaphyosemion. Det finns för närvarande 94 kända arter i släktet Aphyosemion:
- Aphyosemion abacinum Huber, 1976
- Aphyosemion ahli G. S. Myers, 1933
- Aphyosemion alpha Huber, 1998
- Aphyosemion amoenum Radda & Pürzl, 1976
- Aphyosemion aureum Radda, 1980
- Aphyosemion australe (Rachow, 1921)
- Aphyosemion bamilekorum Radda, 1971
- Aphyosemion batesii (Boulenger, 1911)
- Aphyosemion bitaeniatum (Ahl, 1924)
- Aphyosemion bivittatum (Lönnberg, 1895)
- Aphyosemion bualanum (Ahl, 1924)
- Aphyosemion buytaerti Radda & Huber, 1978
- Aphyosemion callipteron (Radda & Pürzl, 1987)
- Aphyosemion calliurum (Boulenger, 1911)
- Aphyosemion cameronense (Boulenger, 1903)
- Aphyosemion campomaanense Agnèse, Brummett, Caminade, Catalan & Kornobis, 2009
- Aphyosemion castaneum G. S. Myers, 1924
- Aphyosemion caudofasciatum Huber & Radda, 1979
- Aphyosemion celiae Scheel, 1971
- Aphyosemion chauchei Huber & Scheel, 1981
- Aphyosemion christyi (Boulenger, 1915)
- Aphyosemion citrineipinnis Huber & Radda, 1977
- Aphyosemion coeleste Huber & Radda, 1977
- Aphyosemion cognatum Meinken, 1951
- Aphyosemion congicum (Ahl, 1924)
- Aphyosemion cyanostictum Lambert & Géry, 1968
- Aphyosemion dargei Amiet, 1987
- Aphyosemion decorsei (Pellegrin, 1904)
- Aphyosemion ecucuense (Sonnenberg, 2008)
- Aphyosemion edeanum Amiet, 1987
- Aphyosemion elberti (Ahl, 1924)
- Aphyosemion elegans (Boulenger, 1899)
- Aphyosemion erythron (Sonnenberg, 2008)
- Aphyosemion escherichi (Ahl, 1924)
- Aphyosemion etsamense Sonnenberg & Blum, 2005
- Aphyosemion exigoideum Radda & Huber, 1977
- Aphyosemion exiguum (Boulenger, 1911)
- Aphyosemion ferranti (Boulenger, 1910)
- Aphyosemion franzwerneri Scheel, 1971
- Aphyosemion fulgens Radda, 1975
- Aphyosemion gabunense Radda, 1975
  - Aphyosemion gabunense boehmi Radda & Huber, 1977
  - Aphyosemion gabunense gabunense Radda, 1975
  - Aphyosemion gabunense marginatum Radda & Huber, 1977
- Aphyosemion georgiae Lambert & Géry, 1968
- Aphyosemion hanneloreae Radda & Pürzl, 1985
- Aphyosemion heinemanni Berkenkamp, 1983
- Aphyosemion hera Huber, 1998
- Aphyosemion herzogi Radda, 1975
- Aphyosemion hofmanni Radda, 1980
- Aphyosemion joergenscheeli Huber & Radda, 1977
- Aphyosemion kouamense Legros, 1999
- Aphyosemion koungueense (Sonnenberg, 2007)
- Aphyosemion labarrei Poll, 1951
- Aphyosemion lamberti Radda & Huber, 1977
- Aphyosemion lefiniense Woeltjes, 1984
- Aphyosemion lividum Legros & Zentz, 2007
- Aphyosemion loennbergii (Boulenger, 1903)
- Aphyosemion louessense (Pellegrin, 1931)
- Aphyosemion lugens Amiet, 1991
- Aphyosemion lujae (Boulenger, 1911)
- Aphyosemion maculatum Radda & Pürzl, 1977
- Aphyosemion malumbresi Legros & Zentz, 2006
- Aphyosemion melanogaster (Legros, Zentz & Agnèse, 2005)
- Aphyosemion melinoeides (Sonnenberg, 2007)
- Aphyosemion mimbon Huber, 1977
- Aphyosemion musafirii Van der Zee & Sonnenberg, 2011
- Aphyosemion ocellatum Huber & Radda, 1977
- Aphyosemion ogoense (Pellegrin, 1930)
- Aphyosemion omega (Sonnenberg, 2007)
- Aphyosemion pascheni (Ahl, 1928)
  - Aphyosemion pascheni festivum Amiet, 1987
  - Aphyosemion pascheni pascheni (Ahl, 1928)
- Aphyosemion passaroi Huber, 1994
- Aphyosemion plagitaenium Huber, 2004
- Aphyosemion poliaki Amiet, 1991
- Aphyosemion polli Radda & Pürzl, 1987
- Aphyosemion primigenium Radda & Huber, 1977
- Aphyosemion pseudoelegans Sonnenberg & Van der Zee, 2012[4]
- Aphyosemion punctatum Radda & Pürzl, 1977
- Aphyosemion punctulatum (Legros, Zentz & Agnèse, 2005)
- Aphyosemion raddai Scheel, 1975
- Aphyosemion rectogoense Radda & Huber, 1977
- Aphyosemion riggenbachi (Ahl, 1924)
- Aphyosemion schioetzi Huber & Scheel, 1981
- Aphyosemion schluppi Radda & Huber, 1978
- Aphyosemion schoutedeni (Boulenger, 1920)
- Aphyosemion seegersi Huber, 1980
- Aphyosemion splendopleure (Brüning, 1929)
- Aphyosemion striatum (Boulenger, 1911)
- Aphyosemion teugelsi Van der Zee & Sonnenberg, 2010
- Aphyosemion thysi Radda & Huber, 1978
- Aphyosemion tirbaki Huber, 1999
- Aphyosemion trilineatus (Ladiges, 1934)
- Aphyosemion volcanum Radda & Wildekamp, 1977
- Aphyosemion wachtersi Radda & Huber, 1978
- Aphyosemion wildekampi Berkenkamp, 1973
- Aphyosemion wuendschi Radda & Pürzl, 1985
- Aphyosemion zygaima Huber, 1981